# 屯田予備兵
屯田予備兵（とんでんよびへい）は、従来あった屯田兵に加え、予備として北海道で募集された兵士のことである。1877年（明治10年）の西南戦争の際に急遽募集された。1881年（明治14年）に廃止された。
西南戦争で屯田兵を送り出してから、開拓使は増援のため6月から兵士を募集し、これを屯田予備兵と名づけて東京に送り出した。兵力約600人の屯田予備兵は、東京で訓練を受けた。戦勝の見通しがついたため、9月に屯田兵とともに閲兵を受けてから、北海道に帰った。
開拓使は9月27日に、屯田予備兵を残すための条例制定を提案した。徴兵令を優先させる旨の修正を経て、屯田兵予備兵条例が12月28日に制定された。屯田予備兵は、一般の兵や屯田兵と異なり兵営や兵村に居ることなく、自宅で生業を営み、戦時に招集されるものとされた。予備兵は年に一度招集されて演習に従事した。
実戦参加の機会なく、1881年（明治14年）2月に廃止された。